# Matt Macey
Matthew Ryan Macey (Bath, 9 september 1994) is een Engels voetballer die als doelman speelt. Hij tekende in 2013 bij Arsenal.

## Clubcarrière
Macey speelde in de jeugd bij Bristol Rovers. In 2013 tekende hij bij Arsenal na een succesvolle proefperiode. In januari 2015 werd de doelman voor een maand verhuurd aan Accrington Stanley. Op 17 januari 2015 debuteerde hij in het uitduel tegen Tranmere Rovers. In totaal speelde hij vier competitiewedstrijden voor Accrington. Daarna kwam Macey op huurbasis nog uit voor Luton Town en Plymouth Argyle. In mei 2019 keerde Macey terug bij Arsenal. Hij is derde doelman na Bernd Leno en Emiliano Martínez bij The Gunners.